# Ampton
Ampton est un village et une paroisse civile dans le district de St Edmundsbury dans le Suffolk, Angleterre, à environ 5 miles[style à revoir] au nord de Bury St Edmunds.
La paroisse est regroupée avec Little Livermere et Timworth pour former le conseil de paroisse.

## Étymologie
Selon Eilert Ekwall (en) la signification du nom du village est la concession de Amma.

## Histoire
Le cadastre de Ampton en 1086 enregistrait une population de 23 personnes. Le recensement de 2001 au niveau de la paroisse montrait une population de 63 habitants.

## Monuments
Au niveau de l’église St Peter et Paul, on note la présence de 4 cloches dont la plus lourde et ancienne date de 1405.

## Personnalités
- Le vice-amiral Robert FitzRoy, qui est né dans ce village, est un scientifique qui, à l’issue de ses études, partit comme capitaine du HMS Beagle durant le voyage de Charles Darwin, avant de devenir gouverneur de la Nouvelle-Zélandede 1843 à 1845, où il a essayé de protéger les Maoris de la vente illégale de leurs terres aux colons britanniques, avant de revenir en Angleterre et mettre au point le Baromètre de FitzRoy et écrire un manuel qui constitue le fondement de la météorologie.

## Références

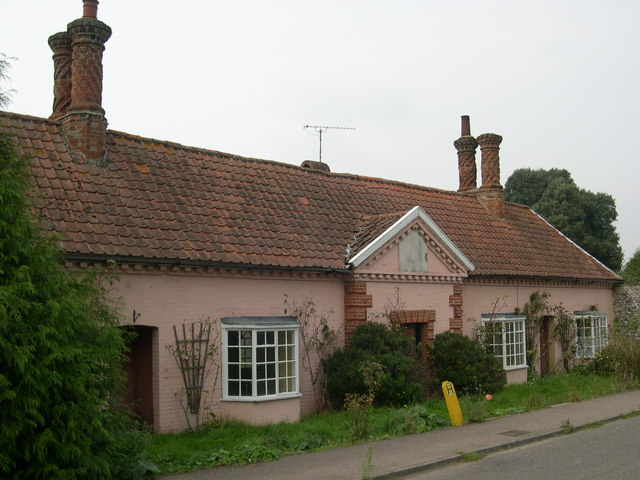
Les maisons Alms dans Ampton.